# Basra
Basra (arabsko ٱلْبَصْرَة, latinizirano: al-Baṣrah) je mesto v južnem Iraku, ob Šat el Arabu. Leta 2018 je imela ocenjeno 1,4 milijona prebivalcev. Basra je tudi glavno iraško pristanišče, čeprav nima dostopa do globoke vode, ki je v pristanišču Umm Qasr. Poteka pa gradnja pristanišča Grand Faw na obali Basre, ki velja za nacionalni projekt Iraka in bo postalo eno največjih pristanišč na svetu in največje na Bližnjem vzhodu, poleg tega se bo pristanišče okrepilo Geopolitični položaj Iraka v regiji in svetu. Irak načrtuje tudi vzpostavitev velike pomorske baze na polotoku Faw.
Zgodovinsko gledano je mesto eno od pristanišč, iz katerih je odpotoval izmišljeni Sinbad Mornar. Mesto je bilo zgrajeno leta 636 in je igralo pomembno vlogo v islamski zlati dobi. Med vojno 2003–2011 je bila močno poškodovana. Basra je vedno eno najbolj vročih mest v Iraku, saj poletne temperature redno presegajo 50 °C. Aprila 2017 je parlament priznal Basro kot gospodarsko prestolnico Iraka.

## Etimologija
Mesto je imelo skozi zgodovino veliko imen, najpogostejše pa je Basrah. V arabščini beseda baṣrah pomeni 'nadzornik', kar je morda namig na izvor mesta kot arabske vojaške baze proti Sasanidom. Drugi so trdili, da ime izhaja iz aramejske besede basratha, kar pomeni 'kraj koč, naselbina'.

## Zgodovina

### Rašidunski kalifat (632–661)
Mesto je bilo ustanovljeno na začetku islamske dobe leta 636 in se je začelo kot garnizijsko taborišče za pripadnike arabskih plemen, ki so sestavljali vojsko rašidunskega kalifa Omarja. Tell nekaj kilometrov južno od sedanjega mesta še vedno označuje prvotno lokacijo, ki je bila vojaška lokacija. Medtem ko je tam premagal sile Sasanidskega cesarstva, je muslimanski poveljnik Utbah ibn Ghazvan postavil svoj tabor na mestu starega perzijskega vojaškega naselja Vaheštābād Ardašīr, ki so ga uničili Arabci.
Leta 639 je Omar ustanovil to taborišče kot mesto s petimi okrožji in za njegovega prvega guvernerja imenoval Abu Muso al-Aš'arija. Mesto je bilo zgrajeno v krožnem tlorisu po parto-sasanidski arhitekturi. Abu Musa je med letoma 639 in 642 vodil osvajanje Kuzestana in Omar mu je ukazal, naj pomaga Osmanu ibn Abi al-Asu, ki se je takrat bojeval proti Iranu iz novega, bolj vzhodnega miṣrja pri Tavadžu. Leta 650 je rašidunski kalif Osman reorganiziral perzijsko mejo, postavil ʿAbdulaha ibn Amirja za guvernerja Basre in dal južno krilo vojske pod nadzor Basre. Ibn Amir je vodil svoje sile do končne zmage nad Jazdegerdom III., sasanidskim kraljem kraljev.
Leta 656 je bil Osman umorjen in Ali je bil imenovan za kalifa. Ali je najprej postavil Osmana ibn Hanifa za guvernerja Basre, ki mu je sledil ʿAbdullah ibn ʿAbbas. Ti možje so držali mesto za Alija do njegove smrti leta 661.

### Omajadski kalifat (661–750)
Sufjanidi so držali Basro do smrti Jazida I. leta 683. Prvi guverner Sufjanidov je bil Omajad ʿAbdulah, priznani vojskovodja, ki je poveljeval zvestobo in finančne zahteve od Karbale, a slab guverner. Leta 664 ga je Muavija I. zamenjal z Zijadom ibn Abi Sufjanom, pogosto imenovanim ibn Abihi ('sin lastnega očeta'), ki je postal razvpit zaradi svojih drakonskih pravil glede javnega reda. Po Zijadovi smrti leta 673 je njegov sin ʿUbayd Allah ibn Zijad postal guverner. Leta 680 je Jazid I. ukazal ʿUbaydu Allahu, naj poskrbi za red v Kufi kot odziv na priljubljenost Huseina ibn Alija kot vnuka islamskega preroka Mohameda. 'Ubayd Allah je prevzel nadzor nad Kufo. Husein je poslal svojega bratranca kot veleposlanika k prebivalcem Kufe, vendar je Ubajdulah zaradi strahu pred vstajo usmrtil Huseinovega bratranca Muslima ibn Akila. ʿUbayd Allah je zbral na tisoče vojakov in se spopadel s približno 70-člansko Husaynovo vojsko v kraju Karbala blizu Kufe. ʿUbayd Allahova vojska je zmagala; Husein in njegovi privrženci so bili ubiti, njihove glave pa poslane Jazidu kot dokaz.
Ibn al-Harith je preživel svoje leto na položaju, ko je poskušal zadušiti Nafi' ibn al-Azraqov upor haridžitov v Huzestanu. Leta 685 je Ibn al-Zubair, ki je potreboval praktičnega vladarja, imenoval Omarja ibn Ubaida za Allaha ibn Ma'marja. Končno je Ibn al-Zubair imenoval svojega lastnega brata Mus'aba. Leta 686 je revolucionarni al-Mukhtar vodil vstajo v Kufi in uničil ʿUbaydullah ibn Zijada blizu Mosula. Leta 687 je Musʿab premagal al-Mukhtarja s pomočjo Kufanov, ki jih je Mukhtar izgnal.
Abd al-Malik ibn Marvan je ponovno osvojil Basro leta 691 in Basra je ostala zvesta svojemu guvernerju al-Hajjaju med Ibn Ashʿathovim uporom (699–702). Vendar pa je Basra podpirala upor Jazida ibn al-Muhallaba proti Jazidu II. v 720. letih.

### Abasidski kalifat in njegova zlata doba (750–1258)
V poznih 740. letih je Basra pripadla as-Saffahu iz Abasidskega kalifata. V času Abasidov je Basra postala intelektualno središče in dom elitne gimnazije Basra, ki je bila konkurenčna in sestrska šola gimnazije Kufa. Več izjemnih intelektualcev tiste dobe je bilo Basrancev; arabski polihistor Alhacen (Ibn al-Haytham), arabski literarni velikan Al-Džahiz in sufijski mistik Rabia Basri. Upor poljedelskih sužnjev v nižinah je prizadel Zanj. Leta 871 so Zanjci oplenili Basro. Leta 923 so Karmati, skrajna muslimanska ločina, vdrli in opustošili Basro.
Od leta 945 do 1055 je iranska dinastija Bujid vladala Bagdadu in večini Iraka. Abu al Kasim al-Baridis, ki je še vedno nadzoroval Basro in Vasit, je bil poražen in njihova ozemlja so leta 947 zavzeli Bujidi. Adud al-Davla in njegova sinova Dija' al-Davla in Samsam al-Davla so bili bujidski vladarji Basre med leta 970, 980 in 990. Sanad al-Davla al-Habaši (ok. 921–977), brat iraškega emirja Izz al-Davla, je bil guverner Basre in je zgradil knjižnico s 15.000 knjigami.
Turek Oguz Togrul beg je bil vodja Seldžukov, ki so izgnali šiitsko dinastijo Bujid. Bil je prvi seldžuški vladar, ki se je imenoval za sultana in zaščitnika Abasidskega kalifata.
V Basri je bila zgrajena velika Petkova mošeja. Leta 1122 je Imad ad-Din Zengi prejel Basro v fevd. Leta 1126 je Zengi zatrl upor in leta 1129 je Dabis oropal državno zakladnico Basre. Zemljevid iz leta 1200 na predvečer mongolskih vpadov prikazuje Abasidski kalifat, ki vlada spodnjemu Iraku in verjetno Basri.
Asasin Rašid-ad-Din-Sinan se je rodil v Basri med letoma 1131 in 1135.

### Mongolska vladavina in po njej (1258–1500)
Leta 1258 so Mongoli pod vodstvom Hulegu kana oplenili Bagdad in končali vladavino Abasidov. Po nekaterih poročilih je Basra kapitulirala pred Mongoli, da bi se izognila pokolu. Zemljevid mameluške dinastije Bahri (1250–1382) kaže, da je Basra pod njihovim nadzorom, zemljevid mongolskih dominionov (1300–1405) pa kaže, da je Basra pod mongolskim nadzorom.
Leta 1290 so v pristanišču Basra v Perzijskem zalivu izbruhnili spopadi med Genovežani med gvelfsko in gibelinsko frakcijo.
Ibn Batuta je obiskal Basro v 14. stoletju in zapisal, da je »znana po vsem svetu, prostorna po površini in elegantna po svojih dvorih, izjemna po številnih sadnih vrtovih in izbranem sadju, saj je stičišče dveh morij, slana in sveža.« Ibn Batuta je tudi zapisal, da je Basra sestavljena iz treh četrti: četrti Hudail, četrti Banu Haram in iranske četrti (mahallat al-Ajam). Fred Donner dodaja: »Če prvi dve razkrivata, da je bila Basra še vedno pretežno arabsko mesto, obstoj iranske četrti jasno razkriva zapuščino dolgih stoletij tesnega stika med Basro in iransko planoto.«
Arabsko pleme Al-Mughamis je vzpostavilo nadzor nad Basro v zgodnjem 15. stoletju, vendar je hitro padlo pod vpliv Kara Kojunlu in Ak Kojunlu, zaporedno. Nadzor Al-Mughamijev nad Basro je postal nominalen do 1436; dejanski nadzor nad Basro od 1436 do 1508 je bil v rokah Mošašov. V zadnjem letu, med vladavino kralja (šaha) Ismaila I. (vladal 1501–1524), prvega safavidskega vladarja, sta Basra in Mošaša postali del safavidskega imperija. To je bilo prvič, da je Basra prišla pod safavidsko vrhovno oblast. Leta 1524, po smrti Ismaila I., je lokalna vladajoča dinastija Basre, Al-Mughamis, ponovno prevzela učinkovit nadzor nad mestom. Dvanajst let pozneje, leta 1536, med osmansko-safavidsko vojno 1532–1555, je beduinski vladar Basre, Rašid ibn Mugamis, priznal Sulejmana Veličastnega za svojega suzerena, ki ga je nato potrdil za guvernerja Basre. Arabske province Osmanskega cesarstva so bile zelo neodvisne in so celo pogosto postavile lastne čete. Čeprav se je Basra podredila Osmanom, je bila osmanska oblast nad Basro takrat šibka. To se je desetletje kasneje spremenilo; leta 1546 so Osmani po plemenskem boju, v katerega so bili vpleteni Mošaša in lokalni vladar Zakija (blizu Basre), poslali vojsko v Basro. To je povzročilo strožji (vendar še vedno nominalni) osmanski nadzor nad Basro.

### Portugalski imperij
Leta 1523 so Portugalci pod poveljstvom Antónia Tenreira prešli iz Alepa v Basro. Leta 1550 so lokalno kraljestvo Basra in plemenski vladarji zaupali Portugalcem proti Osmanom, od takrat naprej so Portugalci večkrat grozili z invazijo in osvojitvijo Basre. Od leta 1595 so Portugalci delovali kot vojaški zaščitniki Basre, leta 1624 pa so Portugalci pomagali osmanskemu paši v Basri pri odvračanju perzijskega vdora. Portugalci so dobili delež carinskih prihodkov in oprostitev cestnin. Od približno 1625 do 1668 sta bila Basra in močvirja delte v rokah lokalnih poglavarjev, neodvisnih od osmanske uprave v Bagdadu.

### Osmanska in britanska vladavina
Basra je bila dolgo časa cvetoče trgovsko in kulturno središče. Osmansko cesarstvo jo je zavzelo leta 1668. Zanj so se bojevali Turki in Perzijci in je bila prizorišče ponavljajočih se poskusov upora. Od leta 1697 do 1701 je bila Basra ponovno pod nadzorom Safavidov.
Zandijska rodbina pod Karim kanom Zandom je po dolgem obleganju v letih 1775–9 na kratko zasedla Basro. Zandijci so poskušali uvesti usulijsko obliko šiitizma. Zaradi kratkosti Zandijske oblasti je to postalo nevzdržno.
Leta 1911 je Encyclopaedia Britannica poročala o »približno 4000 Judih in morda 6000 kristjanih«, ki naj bi živeli v vilajetu Basra, vendar brez Turkov razen osmanskih uradnikov. Leta 1884 so se Osmani odzvali na lokalni pritisk šiitov z juga tako, da so odcepili južna okrožja Bagdadskega vilajeta in ustanovili nov vilajet Basra.
Med prvo svetovno vojno so britanske sile zavzele Basro iz rok Osmanov in mesto zasedle 22. novembra 1914. Britanski uradniki in inženirji (vključno s sirom Georgeom Buchananom) so pozneje posodobili pristanišče, ki je zaradi povečane trgovske dejavnosti na tem območju postalo eno izmed najpomembnejša pristanišča v Perzijskem zalivu, ki razvijajo nove trgovske povezave z Indijo in Vzhodno Azijo.

### Od monarhije do Sadamove dobe (1921–2003)
Med drugo svetovno vojno je bila Basra pomembno pristanišče, skozi katerega je teklo veliko opreme in zalog, ki so jih v Sovjetsko zvezo poslale druge zaveznice iz druge svetovne vojne. Ob koncu vojne je prebivalstvo mesta štelo približno 93.000 ljudi.
V Basri je bilo leta 1947 101.535 prebivalcev in je leta 1957 doseglo 219.167. Univerza v Basri je bila ustanovljena leta 1964. Do leta 1977 se je število prebivalcev povzpelo na najvišjo populacijo približno 1,5 milijona. Število prebivalcev se je zmanjšalo med iransko-iraško vojno in je bilo v poznih 1980-ih manj kot 900.000, med najhujšo vojno pa je morda doseglo najnižjo točko nekaj več kot 400.000. Iran je mesto večkrat obstreljeval in je bilo prizorišče številnih hudih bitk, kot sta operacija Ramadan (1982) in obleganje Basre (1987).
Po vojni je Sadam ob bregu reke Šat el Arab postavil 99 spominskih kipov iraškim vojaškim častnikom, padlim med vojno, vsi pa so s prstom kazali proti Iranu. Po zalivski vojni leta 1991 je v Basri izbruhnil upor proti Sadamu. Splošno razširjen upor je bil proti iraški vladi, ki je nasilno zadušila upor, z veliko smrtjo in uničenjem, povzročenim Basri.
Kot del konflikta v iraških območjih prepovedi letenja so bojna letala ameriških zračnih sil 25. januarja 1999 izvedla dva zračna napada na Basro. Posledica zračnih napadov so rakete, ki so pristale v soseski al-Džumhurija v Basri, pri čemer je bilo ubitih 11 iraških civilistov in ranjenih. 59. General Anthony Zinni, takratni poveljnik ameriških sil v Perzijskem zalivu, je priznal, da je možno, da je »projektil morda zablodel«. Medtem ko je tako število žrtev bledo v primerjavi s poznejšimi dogodki, se je bombni napad zgodil en dan po tem, ko so arabski zunanji ministri na srečanju v Egiptu zavrnili obsodbo štiridnevnih zračnih napadov na Irak decembra 1998. To je opisal iraški minister za informiranje Human Abdel-Khaliq, saj daje silam pod vodstvom ZDA »arabsko zeleno karto« za nadaljnje sodelovanje v konfliktu.
Drugi upor leta 1999 je povzročil množične usmrtitve s strani iraške vlade v Basri in okolici. Pozneje je iraška vlada namerno zanemarila mesto in veliko trgovine je bilo preusmerjeno v Umm Kasr. Te domnevne zlorabe naj bi bile med obtožbami proti nekdanjemu režimu, ki jih bo obravnavalo posebno iraško sodišče, ki ga je ustanovila začasna iraška vlada po invaziji leta 2003.
Delavci v naftni industriji Basre so bili vpleteni v obsežne organizacije in delavske konflikte. Avgusta 2003 so imeli dvodnevno stavko, junija 2004 pa so oblikovali jedro neodvisnega splošnega sindikata zaposlenih v naftni industriji (GUOE). Sindikat je imel enodnevno stavko julija 2005 in javno nasprotuje načrtom za privatizacijo industrije.

## Obdobje po Sadamu (2003–danes)
Od marca do maja 2003 je bilo obrobje Basre prizorišče najhujših spopadov na začetku iraške vojne leta 2003. Britanske sile, ki jih je vodila 7. oklepna brigada, so mesto zavzele 6. aprila 2003. To mesto je bila prva postaja za Združene države in Združeno kraljestvo med invazijo na Irak leta 2003.
21. aprila 2004 je po mestu odjeknila vrsta bombnih eksplozij, ki so ubile 74 ljudi. Večnacionalna divizija (Jugovzhod) pod britanskim poveljstvom je bila v tem času vključena v zunanje obrambne misije v guvernatu Basra in okoliških območjih. Poročali so, da so politične skupine s središčem v Basri tesno povezane s političnimi strankami, ki so že na oblasti v iraški vladi, kljub nasprotovanju iraških sunitov in Kurdov. Na volitvah januarja 2005 je položaj dobilo več radikalnih politikov, ki so jih podpirale verske stranke. Ameriški novinar Steven Vincent, ki je raziskoval in poročal o korupciji in dejavnosti milice v mestu, je bil ugrabljen in ubit 2. avgusta 2005.
19. septembra 2005 je iraška policija na cestni blokadi v Basri ustavila dva vojaka britanske posebne letalske službe Special Air Service (SAS) pod krinko. Oba vojaka sta bila del operacije SAS, ki je preiskovala obtožbe o infiltraciji upornikov v iraško policijo. Ko je policija poskušala vojake izvleči iz njihovega avtomobila, je streljala na policiste in dva ubila. Vojaki SAS so poskušali pobegniti, preden jih je policija pretepla in aretirala ter jih odpeljala na policijsko postajo Al Džameat. Britanske sile so nato identificirale lokacijo obeh vojakov in izvedle reševalno akcijo, vdrle na policijsko postajo in ju prepeljale na varno lokacijo. Med incidentom se je okoli reševalne sile zbrala civilna množica in jih napadla; trije britanski vojaki so bili ranjeni, dva člana množice pa naj bi bila ubita. Britansko obrambno ministrstvo je sprva zanikalo izvedbo operacije, ki so jo kritizirali iraški uradniki, nato pa je to priznalo in trdilo, da bi bila vojaka usmrčena, če ju ne bi rešili.
Britanci so nadzor nad guvernatom Basra prenesli na iraške oblasti leta 2007, štiri leta in pol po invaziji. Raziskava BBC-ja med lokalnimi prebivalci je pokazala, da jih je 86 % menilo, da je imela prisotnost britanskih sil od leta 2003 na splošno negativen učinek na guvernat.
Generalmajorja Abdula Jalila Khalafa je centralna vlada imenovala za načelnika policije z nalogo, da prevzame milice. Odkrito je nasprotoval napadom milic na ženske. V pogovoru za BBC je dejal, da je njegova odločenost, da se spopade z milico, pripeljala do skoraj vsakodnevnih poskusov atentatov. To so razumeli kot znak, da misli resno nasprotovati milicam.
Marca 2008 je iraška vojska sprožila veliko ofenzivo, pod kodnim imenom Saulat al-Fursan ('Juriš belih vitezov'), katere cilj je bil pregnati Mahdijevo vojsko iz Basre. Napad je načrtoval general Mohan Furaidži, odobril pa ga je iraški premier Nouri al-Maliki.
Aprila 2008 sta bila po neuspehu pri razorožitvi militantnih skupin generalmajorja Abdul Jalil Khalaf in general Mohan Furaiji odstavljena s svojih položajev v Basri. [43]
Basra naj bi gostila 22. turnir za pokal Arabskega zaliva v Basra Sports Cityju, na novo zgrajenem večnamenskem športnem kompleksu. Turnir je bil zaradi pomislekov glede priprav in varnosti prestavljen v Riad v Saudovi Arabiji. Turnir leta 2013 bi moral gostiti tudi Irak, a so ga prestavili v Bahrajn. Najmanj 10 protestnikov je umrlo, ko so protestirali proti pomanjkanju čiste pitne vode in električne energije v mestu na vrhuncu poletja leta 2018. Nekateri protestniki so vdrli v iranski konzulat v mestu.
Leta 2023 je mesto gostilo dolgo načrtovani 25. pokal Arabskega zaliva, kjer je zmagala iraška ekipa.

## Geografija
Basra leži na Arabskem polotoku na vodni poti Šat el Arab, dolvodno je Perzijski zaliv. Vodne poti Šat el Arab in Basra določajo vzhodno in zahodno mejo Basre. Mesto je prepredeno z zapleteno mrežo kanalov in potokov, bistvenega pomena za namakanje in drugo kmetijsko uporabo. Ti kanali so bili nekoč uporabljeni za prevoz blaga in ljudi po mestu, vendar je v zadnjih dveh desetletjih zaradi onesnaženosti in nenehnega padanja gladine vode rečna plovba po kanalih onemogočena. Basra je od Perzijskega zaliva oddaljena približno 110 km.

### Podnebje
Basra ima vroče puščavsko podnebje (Köppnova podnebna klasifikacija BWh), tako kot ostala sosednja regija, čeprav prejme nekoliko več padavin kot celinske lokacije zaradi svoje lege blizu obale. V poletnih mesecih, od junija do avgusta, je Basra dosledno eno najbolj vročih mest na planetu, s temperaturami, ki julija in avgusta redno presegajo 50 °C. Pozimi Basra doživlja blage in nekoliko vlažne razmere s povprečnimi visokimi temperaturami okoli 20 °C. V nekaterih zimskih nočeh so najnižje temperature pod 0 °C. Zaradi bližine močvirnatega Perzijskega zaliva je pogosta visoka vlažnost - včasih več kot 90 %.
Najvišja temperatura vseh časov je bila zabeležena 22. julija 2016, ko so dnevni odčitki narasli na 53,9 °C, kar je najvišja temperatura, ki je bila kdaj koli zabeležena v Iraku. To je ena najvišjih temperatur, kar jih je bilo kdaj izmerjenih na planetu. Naslednjo noč je bila najnižja nočna temperatura 38,8 °C, kar je bila ena najvišjih najnižjih temperatur na kateri koli dan, zasenčila sta jo le Khasab v Omanu in Dolina smrti v Združenih državah. Najnižja kdaj koli zabeležena temperatura v Basri je bila -4,7 °C 22. januarja 1964.

### Učinek podnebnih sprememb
Mesto Basra je bilo nekoč znano po kmetijstvu, vendar se je to od takrat spremenilo zaradi naraščajočih temperatur, povečane slanosti vode in dezertifikacije.

## Demografija
V Basri je velika večina prebivalstva etničnih Arabcev iz plemena Adnaniti ali Kahtanite. Plemena, ki so v Basri, vključujejo plemena Bani Malik, Al-švelat, Suva'id, Al-bo Mohamed, Al-Badr, Al-Ubadi, Ruba'ah Sajid (potomci Mohameda) in druga plemena močvirskih Arabcev.
V vzhodnem delu mesta živijo tudi Fejli Kurdi, ki so večinoma trgovci.
Poleg Arabcev obstaja tudi skupnost afroiraških ljudstev, znana kot Zandž. Zandž je afriška muslimanska etnična skupina, ki živi v Iraku in je mešanica afriških ljudstev, ki so jih v 900. letih kot sužnje odpeljali z obale današnje Kenije. V Iraku jih je zdaj okoli 200.000.

### Religija
Basra je glavno šiitsko mesto, stari šiitizem Akhbari pa postopoma preplavlja šiitizem Usuli. Prebivalstvo sunitskih muslimanov je majhno in njihov odstotek upada, ko se vse več iraških šiitov preseli v Basro zaradi različnih možnosti zaposlitve ali socialne pomoči. Satelitsko mesto Az Zubair v smeri Kuvajta je bilo sunitsko večinsko mesto, vendar se je rastoče prebivalstvo Basre prelilo v Zubair in ga spremenilo v podaljšek Basre z rahlo šiitsko večino.
Asirci so bili zabeleženi v osmanskem popisu že leta 1911, manjše število jih živi v Basri. Vendar pa precejšnje število sodobne skupnosti predstavljajo begunci, ki bežijo pred preganjanjem ISIS-a v Ninivah, Mosulu in severnem Iraku. Toda vse od zmage Iraka proti ISIS-u leta 2017 se je veliko kristjanov vrnilo v svojo domovino na Ninivske planote. Leta 2018 je bilo v Basri približno nekaj tisoč kristjanov. V mestu živi ena največjih skupnosti predislamskih mandejcev, katere sedež je bil na območju, ki se je prej imenovalo Suk eš-Šeik.

## Mestna pokrajina
- Mošeja Ali Bin Abi Talib
- Šat el Arab
- Mednarodno letališče Basra
- Most Muhhmad Baquir Al-Sadr

Stara mošeja ali Mošeja Imama Alija v Basri, je bila prva mošeja v islamu zunaj Arabskega polotoka. Otok Sinbad je v središču Šat el Araba, blizu Miinaalmakl, in se razteza nad mostom Khaled in je turistična znamenitost. Most Muhhmad Baquir Al-Sadr na sotočju rek Tigris in Evfrat je bil dokončan leta 2017. Ruševine Sajabove hiše so najbolj znana hiša pesnika Badra Šakirja al-Sajaba. Obstaja tudi kip Sajaba, eden od kipov v Basri, ki ga je naredil umetnik in kipar Nada' Kadhum, in stoji na al-Basrah Corniche; predstavljen je bil leta 1972.
Basra Sports City je največje športno mesto na Bližnjem vzhodu, ki je na Šat el-Basra. Gozdovi palm so večinoma na obalah vodne poti Šat el Arab, zlasti v bližnji vasi Abu Al-Khasib. Corniche al-Basra je ulica, ki poteka na obali Šat el Araba; gre od Trga babilonskega leva do Štirih palač. Basra International Hotel (formalno znan kot Basra Sheraton Hotel) je na ulici Corniche. Edini hotel s petimi zvezdicami v mestu je znan po svoji zunanjosti v slogu Mašrabija. Hotel je bil med vojno v Iraku močno izropan, pred kratkim pa je bil obnovljen.
Mošeja Sajeda Ali al-Musavija, znana tudi kot mošeja Amerovih otrok, je v središču mesta, na ulici Al-Gazear, in je bila zgrajena za šiitskega voditelja Imamija Sajeda Alija al-Moussavija, katerega privrženci so živeli v Iraku in sosednjih državah. Fun City Basra, ki se zdaj imenuje Basra Land, je eno najstarejših tematskih parkov zabaviščnih mest na jugu države in največje, ki vključuje veliko število velikanov iger. Med vojno je bila poškodovana in obnovljena. Park Akhora je eden starejših parkov v mestu. Je ob ulici al-Basra.
V Basri so štiri uradne predsedniške palače. Latinska cerkev je na Ulici 14. julija. Indijska tržnica (Amogaiz) je eden glavnih bazarjev v mestu. Imenuje se indijska tržnica, saj so tam v začetku prejšnjega stoletja delali indijski prodajalci. Hana-Šejk Bazar je stara tržnica; ustanovila ga je močna in slavna družina Hana-Šejk.

## Pobratenba mesta
Basra je pobratena z:
- Houston, Teksas, ZDA
- Nišapur, Iran
- Baku, Azerbajdžan[31]
- Akaba, Jordanija

## V popularni kulturi
- V Voltairovem Zadigu je "Bassora" kraj mednarodnega trga, kjer se junak sreča s predstavniki vseh svetovnih religij in sklene, da je »svet ena velika družina, ki se sreča v Bassori.«
- Mesto Basra ima pomembno vlogo v zgodovini prihodnosti H. G. Wellsa iz leta 1933 The Shape of Things to Come, kjer je Moderna država v središču svetovne države, ki nastaja po propadu civilizacije, in dejansko postane prestolnica sveta.
- V filmu Bagdadski tat iz leta 1940 Ahmad in Abu pobegneta v mesto iz Bagdada. Ahmad se zaljubi v sultanovo lepo hčer, ki si jo želi tudi njegov sovražnik in nekdanji veliki vezir Džaffar.
- V Operation Motherland Scotta K. Andrewsa, drugi knjigi postapokaliptične Afterblight Chronicles, lik Lee Keegan med uvodnim poglavjem strmoglavi z letalom na ulicah Basre.